# Szudzsa (Kurszki terület)
Szudzsa (cirill betűkkel Суджа) város Oroszországban, a Kurszki területen, a Szudzsai járás székhelye. Lakossága 2024. január 1-jén 4941 fő volt. 2024. augusztus 14-én az Ukrán Fegyveres Erők alakulatai a kurszki betörés során elfoglalták a várost. 2025. március 12-én az oroszok visszafoglalták.

## Neve
Nevét a rajta áthaladó azonos nevű folyóról kapta.

## Fekvése

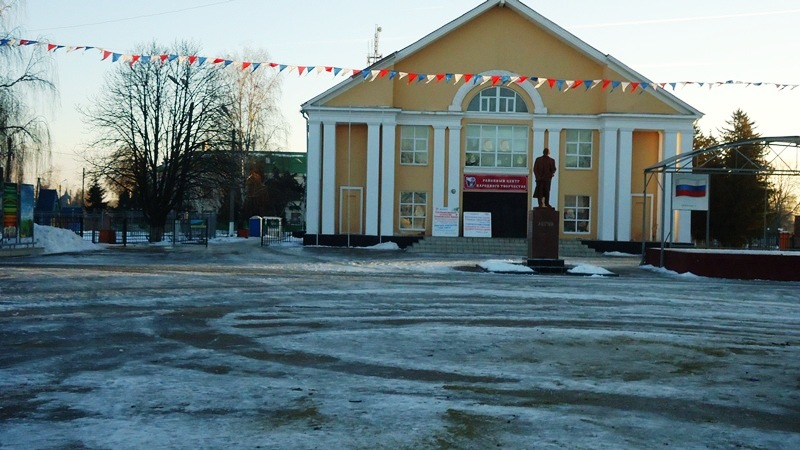
Városközpont

A Közép-Orosz-hátság délnyugati nyúlványán, Oroszország nyugati határán, Kurszktól 105 km-re délnyugatra, a Szudzsa és az Olesnya folyók mellett, az orosz–ukrán határtól 9 km-re fekszik. 
Éghajlata mérsékelten kontinentális.

## Népesség
| 1897 | 1989 | 2002 | 2010 | 2021 | 2024 |
| ---- | ---- | ---- | ---- | ---- | ---- |
| 7433 | 7487 | 7045 | 6036 | 5127 | 4941 |

Etnikai összetétel a 2020-as népszámlálás adatai szerint:  
- oroszok: 4926 fő (96,08%)
- ukránok: 56 fő (1,09%)
- örmények: 19 fő (0,37%)
- egyéb: 126 fő (2,46%)

## Gazdaság
A város mellett található a Transzszibériai és a Testvériség gázvezetékek találkozási pontja, a szudzsai gázmérőállomás, amelyen keresztül halad Oroszország Európába irányuló gázszállításának a legnagyobb tranzitfolyosója (1420 mm átmérőjű gázvezetékeken keresztül). AZ Északi Áramlat gázvezeték 2022-es felrobbantása után ez lett az egyetlen megmaradt orosz gáztranzit-útvonal.
2024. augusztus 9-től a szudzsai gázmérőállomás az Ukrán Fegyveres Erők ellenőrzése alatt állt a város visszafoglalásáig.
Érinti a Lgov–Gotnya-vasútvonal.